# Přemysl Bičovský
Přemysl Bičovský (né le 18 août 1950 à Košťany en Tchécoslovaquie) est un ancien joueur et entraîneur de football tchécoslovaque (tchèque).

## Biographie

### Club
Bičovský est formé au FK Teplice en 1967 ; le club joue dans les divisions inférieures. Ce jeune attaquant se fait remarquer et commence à jouer pour le Dukla Prague en 1970. Sa première saison est difficile car le club termine 13e mais il connait le haut du tableau en terminant 3e avec le Dukla en 1971-1972.
Il retourne dans son club formateur et devient un des meilleurs joueurs du championnat. La saison de son retour se termine par une 9e place et une 6e position en 1973-1974 et remporte le titre de meilleur buteur du championnat. La saison 1974-1975 se conclut par une 7e position et une 5e en 1975-1976.
Il est logiquement appelé pour disputer l'Euro 1976.
Il commence la saison 1976-1977 sous un nouveau maillot celui du Bohemians Prague où il fait ses meilleurs années. La saison 1976-1977 s'achève sur une 9e place, et au 3e rang en 1979-1980, 1980-1981, 1981-1982 et devient enfin champion en 1982-1983. En juin 1982, il est pressenti pour rejoindre le RC Strasbourg. Il quitte finalement le club des Bohemians pour jouer en Autriche.
Sa première saison en Autriche se termine par une 11e place (sur 16), 8e en 1984-1985 et 10e en 1985-1986. Il change de club en 1986 et va au VfB Mödling avec lequel il finit 4e en 1986-1987 et en 1987-1988 et 2e en 1988-1989. Il termine sa carrière au ASK Ybbs petit club autrichien.

### International
Bičovský marque deux buts le 30 avril 1975 en éliminatoires de l'Euro 1976 face au Portugal et un le 23 novembre 1975 face à Chypre. Ses trois buts inscrits ne lui permettent pas de disputer la phase finale mais remporte quand même une médaille d'or.
Il voit la Coupe du monde de football 1982 depuis le banc de touche et regagne comme le reste de l'équipe le pays après le premier tour.